# Karin Johansson
Karin Margareta Johansson, född 10 september 1956, är en svensk kristdemokratisk politiker som haft flera ledande positioner inom näringsliv och styrelser.

## Biografi
Johansson har varit ledamot av Järfälla kommuns kommunfullmäktige och har dessutom varit ledamot av nordöstra sjukvårdsstyrelsen i Stockholms läns landsting 1992–1994 och politiskt sakkunnig i Statsrådsberedningen 1993–1994. Hon har även haft en karriär i näringslivet och varit försäljningschef för France Telecom Sverige 1995–1999 och försäljningsdirektör på Microsoft 2002–2006. Hon har också varit styrelseordförande för Sveriges radio 1999–2003 och för Blekinge Tekniska Högskola 2004–2006 samt varit ledamot av Svenska spels styrelse sedan 2003.
Hon var statssekreterare hos Göran Hägglund på Socialdepartementet mellan åren 2006 och 2013. Mellan åren 2013 och 2022 var hon vd för arbetsgivarorganisationen Svensk Handel.
Hon blev styrelseordförande för Karlstads universitet 2016 och för Visit Sweden 2017. Hon är sedan 2022 vice vd för arbetsgivarorganisationen Svenskt Näringsliv.

### Familj
Karin Johansson är gift med Per Egon Johansson.